# Royitettix
Royitettix is een geslacht van rechtvleugeligen uit de familie doornsprinkhanen (Tetrigidae). De wetenschappelijke naam van dit geslacht is voor het eerst geldig gepubliceerd in 1999 door Devriese.

## Soorten
Het geslacht Royitettix omvat de volgende soorten:
- Royitettix feili Devriese, 1999
- Royitettix mampua Rehn, 1930
- Royitettix pyramidatus Rehn, 1914